# Maorský prapor
28. (maorský) prapor (anglicky: 28th (Māori) Battalion) byl prapor pěchoty 2. divize Armády Nového Zélandu, který sloužil během druhé světové války. Zformován byl 26. ledna 1940 po tlaku maorských poslanců a organizací napříč zemí na labouristickou vládu, s cílem založení samostatné jednotky Maorů, a jejího vyslání do zámořských misí. Jednotka navázala na tradici maorského ženijního praporu z první světové války. Maorové rovněž usilovali o zvýšení prestiže vlastního etnika. Po boku pakehských spolubojovníků působili v rámci vojsk Britského impéria. Další generace domorodých obyvatel Nového Zélandu s válečnickými kořeny tak mohla vyzkoušet své bojové umění v moderním válečném konfliktu.
Maorský prapor byl založen v roce 1940 jako součást 2. expedičního sboru Nového Zélandu, a připojen pod velení 2. novozélandské divize jako zvláštní prapor, který postupoval mezi jejími třemi pěchotními brigádami. Zasáhl do bitvy o Řecko, bojů v severní Africe a italského tažení.
V bojích si členové praporu vysloužili reputaci od důstojníků spojeneckých sil, tak i nacistických velitelů. Zejména obratnost v kontaktním boji s bajonety jim od protivníků – včetně Rommela – vynesla přezdívku „lovci skalpů“. Velitel Afrikakorpsu Erwin Rommel na adresu praporu uvedl: „Dejte mi maorský prapor a já dobudu svět“. Po ukončení války v Evropě se část jednotky o síle 270 mužů připojila ke kontingentu v Japonsku, představujícího složku Okupačních sil Britského společenství, než byla po připlutí do Wellingtonu v lednu 1946 rozpuštěna.
Celkově praporem prošlo 3 600 mužů, z nichž 649 bylo zabito v boji či zemřelo na následky zranění a 1 712 dalších vojáků utrpělo zranění. Vyjma toho 29 mužů zemřelo v důsledku služby po odchodu z jednotky a dva byli zabiti během nehody při výcviku na Novém Zélandu.

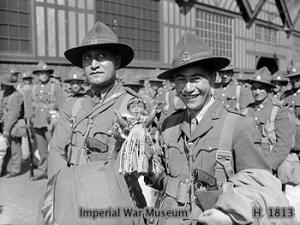
Důstojníci 28. praporu po příjezdu do skotského Gourocku, 17. června 1940
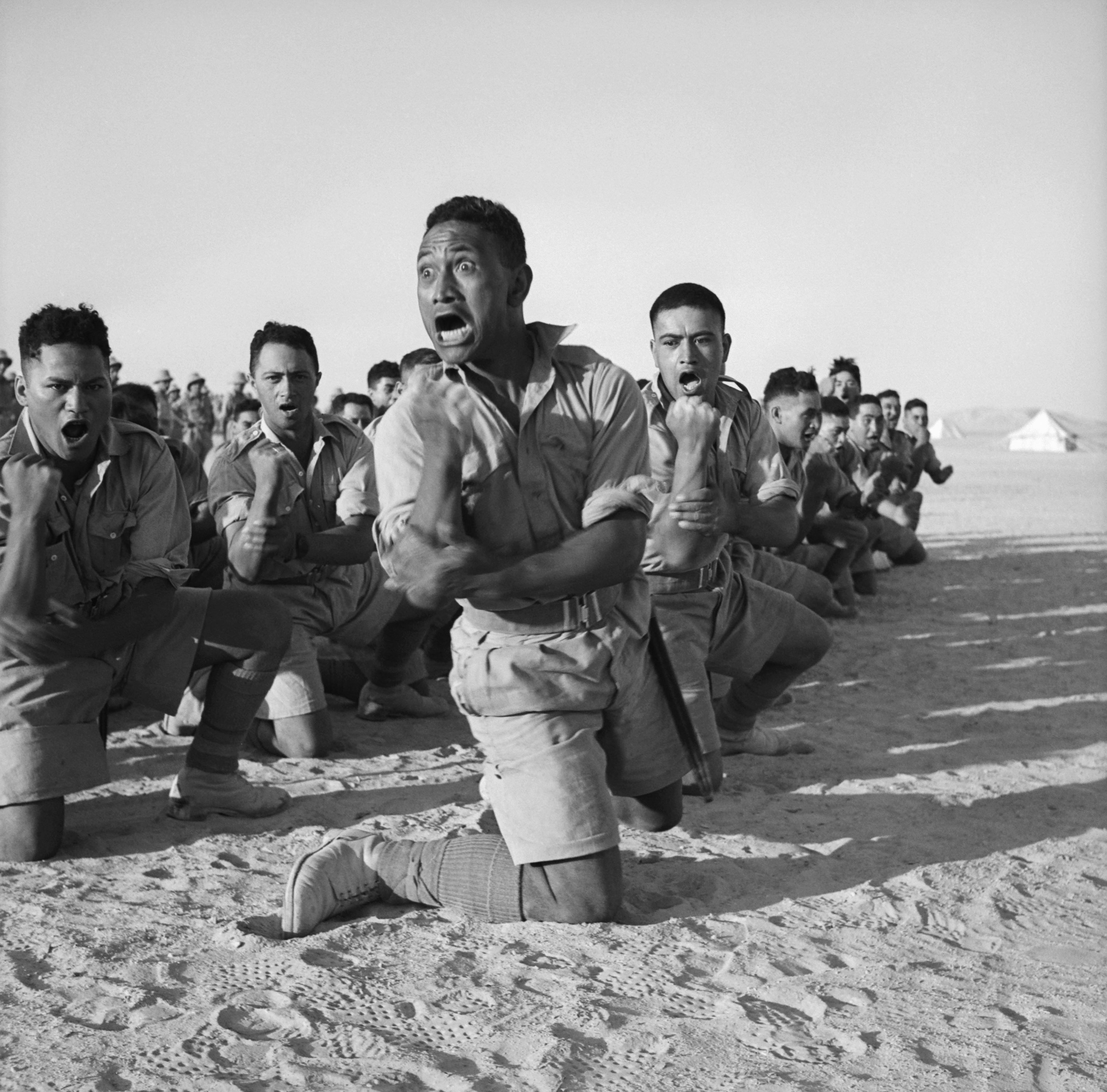
Příslušníci 28. praporu tančící v Helwánu haku, 25. června 1941. Zleva: John Manuel z Rangitukii, zabit šest měsíců poté; Maaka White z Wharekahiky, zabit pět měsíců poté; Te Kooti Reihana z Rangitukii, později zraněn, a Rangi Henderson z Te Araroa, zabit dva roky poté.